# Phyllachora nervicida
Phyllachora nervicida är en svampart som beskrevs av Speg. 1919. Phyllachora nervicida ingår i släktet Phyllachora och familjen Phyllachoraceae.   Inga underarter finns listade i Catalogue of Life.